# Kayrobertsonita
La kayrobertsonita és un mineral de la classe dels fosfats. Rep el nom en honor de Kay Robertson (Venècia, Itàlia, 23 d'abril de 1920), un conegut col·leccionista, especialment de localitats alemanyes. Va ser membre fundador de la Societat de Microminerals del sud de Califòrnia.

## Característiques
La kayrobertsonita és un fosfat de fórmula química MnAl₂(PO₄)₂(OH)₂(H₂O)₄·2H₂O. Va ser aprovada com a espècie vàlida per l'Associació Mineralògica Internacional l'any 2015, i la primera publicació data del 2016. Cristal·litza en el sistema triclínic. És l'anàleg hidròxid de la nordgauïta.

## Formació i jaciments
Va ser descrita a partir de mostres trobades en dos indrets: la pegmatita Hagendorf South, situada a la localitat alemanya de Hagendorf, a l'Alt Palatinat, i la mina Foote Lithium Co, situada al districte de Kings Mountain del comtat de Cleveland, a Carolina del Nord (Estats Units). Aquests dos indrets són els únics de tot el planeta on ha estat descrita aquesta espècie mineral.